# Thalassomedon
Thalassomedon es un género representado por una única especie de plesiosauroide elasmosáurido que vivió en el Cretácico superior, en lo que hoy es Norteamérica. Fue nombrado por Welles en 1943. Su nombre deriva de los términos griegos thalassa, "mar" y medon, "señor, gobernante": Por tanto, se puede traducir como "señor de los mares".

## Introducción

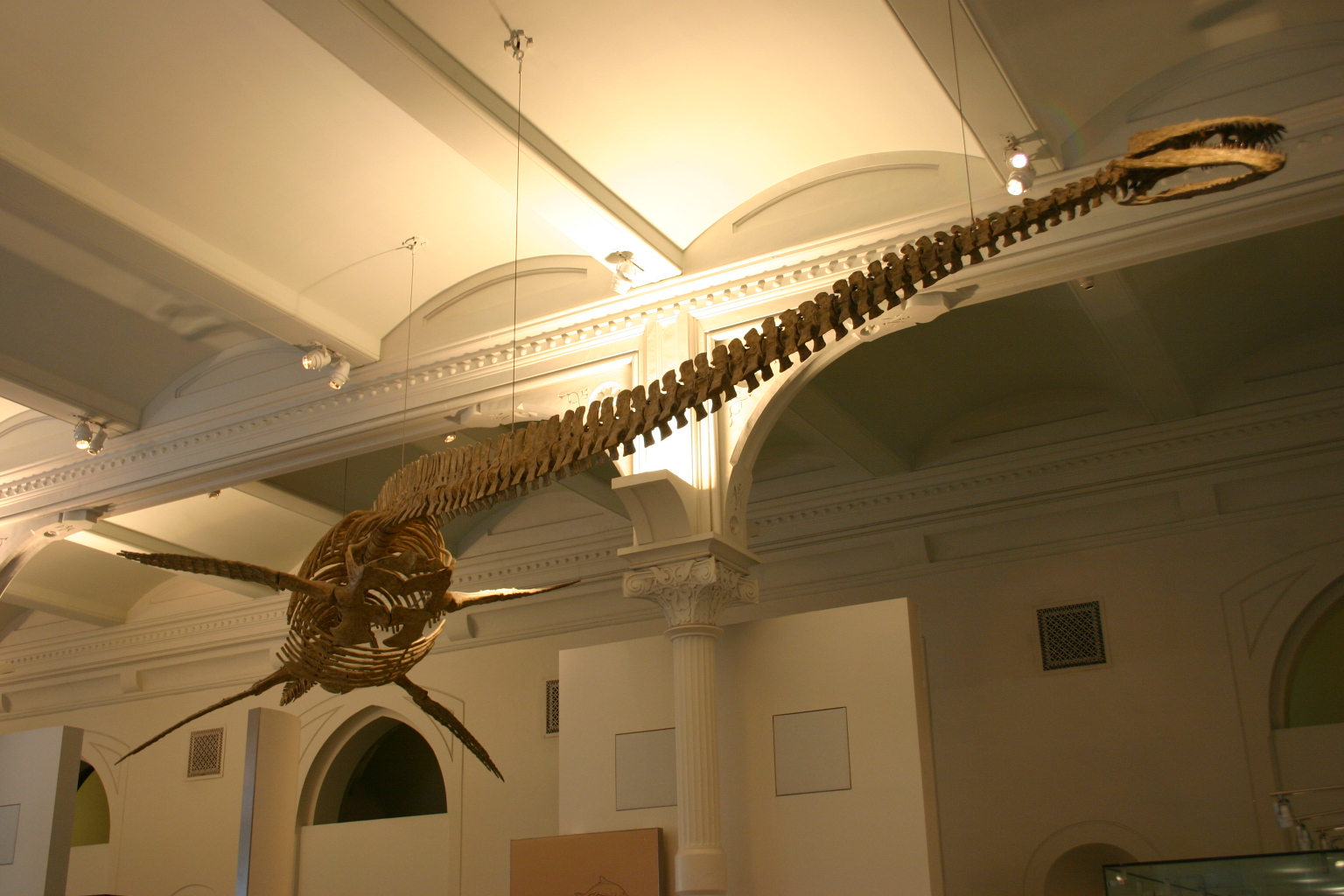
Esqueleto del espécimen tipo, en el Museo Americano de Historia Natural

Este género de plesiosaurio apareció en Norteamérica hace cerca de 95 millones de años. Se ha encontrado en estratos rocosos del Cenomaniense del Cretácico Superior. Su pariente más cercano es Elasmosaurus, estando ambos incluidos en la familia Elasmosauridae. Se conocen seis especímenes de variado estado de conservación en varios museos de Estados Unidos.

## Anatomía

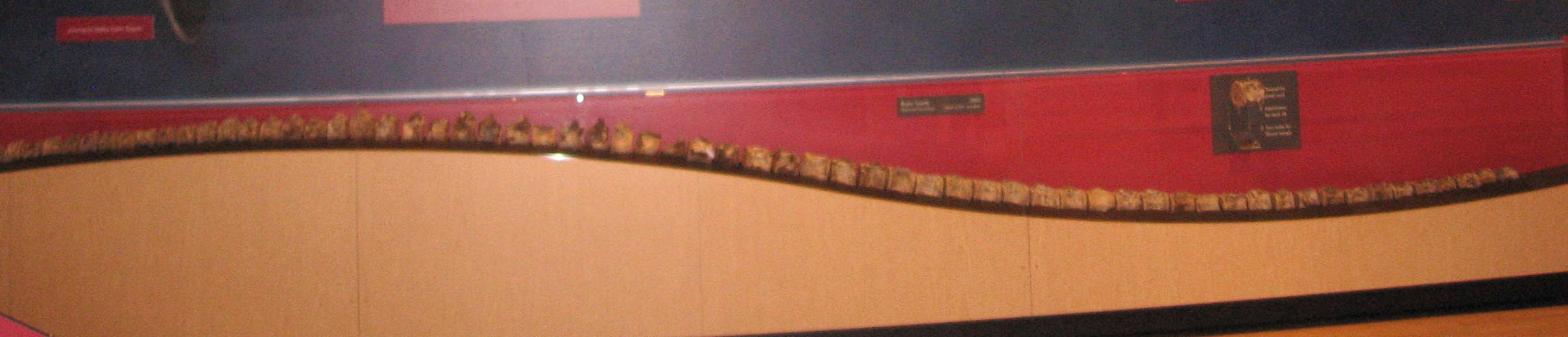
Vértebras del cuello

Con una longitud corporal de 12 metros, el cuello abarca 62 vértebras que representan la mitad de la longitud del animal (6 metros). El cráneo mide 47 centímetros de largo, con largos dientes de hasta 5 centímetros de longitud. Sus aletas medían entre 1.5 a 2 metros de largo. S e han hallado rocas en el área de su estómago, lo que ha llevado a pensar que las ingerían para que sirvieran de lastre o para su digestión. Si era el último caso, los movimientos del estómago harían que las piedras ayudaran a desmenuzar la comida ingerida.